# George White's Scandals of 1922
George White's Scandals of 1922 is een revue met muziek van George Gershwin op teksten van Buddy DeSylva, E. Ray Goetz en Arthur Francis (pseudoniem van Ira Gershwin). Het scenario voor de sketches en de scènes zijn van George White, W.C.Fields en Andy Rice. De productie was in handen van George White. De première was op 28 augustus 1922 in het Globe Theatre op Broadway, New York. De sketches, scenes en dialogen werden geacteerd en gezongen door Jack McGowan, George White, W.C.Fields, Winnie Lightner en Lester Allen. Muzikale ondersteuning was er van het Paul Whiteman Orchestra. Totaal waren er 88 voorstellingen.

## George White
George White was een Amerikaanse theater producer, regisseur, acteur, choreograaf, componist, danser, toneelschrijver, tekstschrijver en scenarioschrijver. Hij was tevens eigenaar van een theater op Broadway. Voordat hij met zijn eigen shows begon in 1918/1919 trad hij o.a. op in de Ziegfeld Follies van 1915 en maakte daar een Turkse dans erg populair.

## George White’s Scandals
De “George White’s Scandals” waren een langlopende serie van Broadway revues geproduceerd door George White die zonder onderbreking liepen van 1919-1939. Ze waren gemodelleerd naar de Ziegfeld Follies, die op hun beurt weer waren geïnspireerd op de shows in de Franse Folies Bergères. Kenmerken waren: dansen met veel uiterlijk vertoon zoals veren, toneeleffecten en grote showkostuums (de zogenaamde flapper kostuums), liedjes, sketches, humor en romantiek, soms voorzien van een spottende ondertoon richting maatschappij en politiek. Bij de "Scandals" begonnen veel entertainers hun carrière zoals bijvoorbeeld W. C. Fields, de Three Stooges, Ray Bolger, Helen Morgan, Ethel Merman, Ann Miller, Eleanor Powell en Rudy Vallée. Soms als acteur of actrice in een van de sketches of als danser in het chorus of zangeres in het koor. De populaire dans uit de jaren twintig, The Black Bottom, gedanst door Ann Pennington en Tom Patricola in een van de “Scandals”, ontketende een nationale rage.
Van 1920 tot en met 1924 schreef Gershwin de muziek voor de Scandals. In totaal schreef hij 45 songs voor de Scandals waarvan het merendeel vergeten is. Van al die 45 songs zijn er slechts twee een evergreen geworden, de jazzstandards: I'll Build a Stairway to Paradise uit de Scandals van 1922 met tekst van Ira Gershwin en Buddy DeSylva en Somebody Loves Me uit de Scandals van 1924 op tekst van Ira.

### Belang Scandals 1922
In het oeuvre van Gershwin springt de Scandals van 1922 eruit wat betreft belang omdat in deze revue de eenakter Blue Monday van Gershwin werd uitgevoerd als onderdeel van de show. Het was Gershwins meest ambitieuze bijdrage aan de show en een poging zijn muzikale horizon de verbreden. Geen hit dus, maar een kleine opera in één bedrijf met een lengte van zo’n twintig minuten. Ofschoon het een fiasco werd effende het stuk toch de weg voor Gershwins toekomstige artistieke prestaties.
Het idee, het schrijven van een zwarte opera, had DeSylva al eens besproken met Gershwin. Ze schreven de opera in vijf dagen. Bij wijze van proef werd de opera thuis bij DeSylva uitgevoerd. Ferde Grofé, vaste arrangeur van het Whiteman Orchestra, verklaarde later “ Het werk leek me heel persoonlijk, heel eigen, en het vertegenwoordigde zeker een nieuwe fase in Amerikaanse muziek”.
Ook Paul Whiteman, die de muzikale leiding had over de Scandals van dat jaar (1922), was onder de indruk. De repetities gingen heel moeizaam omdat de vaudeville zangeres en zangeressen niet gewend waren om zich strikt aan een partituur te houden. De opera werd georkestreerd door Will Vodery. De première vond plaats binnen het kader van de première van de Scandals 1922 in het Globe Theatre te New York. De opera werd echter alleen tijdens de première opgevoerd en daarna van het programma gehaald. George White vond het te ernstig en was bang dat het publiek geen oog meer had voor de komische scenes en sketches daarna. Blue Monday is een reeks van populaire songs aan elkaar verbonden door jazzy recitatieven. Het is een interessante voorbode van Gershwins latere meesterwerk, de opera Porgy and Bess.

## Cast
- Jack McGowan
- W.C. Fields
- George White
- Winnie Lightner
- Lester Allen
- Paul Whiteman and His Orchestra

## Songs
- Across the Sea
- Argentina (tekst: Buddy DeSylva)
- Cinderelatives (tekst: Buddy DeSylva)
- I Found a Four Leaf Clover (tekst: Buddy DeSylva)
- I'll Build a Stairway to Paradise (tekst: Buddy DeSylva en Arthur Francis)
- Oh, What She Hangs Out (tekst: Buddy DeSylva)
- Where Is the Man of My Dreams?
- I Can't Tell Where They're from When They Dance
- Just a Tiny Cup of Tea
- Selection
- Blue Monday Blues (een “Ala Afro-American Opera” in één bedrijf)